# Nurduz
Nurduz (persa: نوردوز:, també romanitzat com a Nūrdūz) és un poble del Districte Rural Nowjeh Mehr, districte Siah Rud, Comtat de Jolfa, Azerbaidjan Oriental, Iran. En el cens de 2006, la seva població era 14 persones, integrades en 4 famílies. És situat a prop de l'únic punt de frontera entre l'Iran i Armènia. El poble armeni d'Agarak (Siunik) es troba a l'altre costat del riu Aras.